# صوفیا یابلسونکا
صوفیا یابلسونکا (اوکراینی: Софія Яблонська-Уден؛ ۱۵ مهٔ ۱۹۰۷ – ۴ فوریهٔ ۱۹۷۱) سفرنامه نویس، معمار اهل اتریش-مجارستان بود.

## اوایل زندگی
صوفیا یابلسونکا در ۱۵ مه ۱۹۰۷ در جرمنیو (تاراسیوکا در انگلستان فعلی) ، در پادشاهی هابسبورگ گالیسیا و لودومریا، در نزدیکی لمبورگ (لویو کنونی) متولد شد. پدر او ایوان یابلسونکا، کشیش کاتولیک یونانی روسی، اوکراینی و پزشک بود و مادرش نیز از خانواده کشیش بود.